# Bethesda-terasz és szökőkút
A Bethesda-terasz és szökőkút a New York-i Central Park szívében álló neves építészeti együttes. A kétszintes teraszhoz és a hozzátartozó szökőkúthoz a park központi sétánya, a Mall vezet. A 72. utca magasságában kialakított teraszról a parkban elterülő egyik mesterséges tó, a Tó (The Lake) déli partjára lehet rálátni. A szökőkút tetejét díszítő Vizek angyala-szobor az építészeti együttes központi eleme. Az 1859 és 1864 között megépített terasz és a szökőkút a park eredeti tervének, a Greensward-tervnek része, a szökőkút tetejét díszítő szobrot később, 1873-ban állították fel.

## Bethesda-terasz

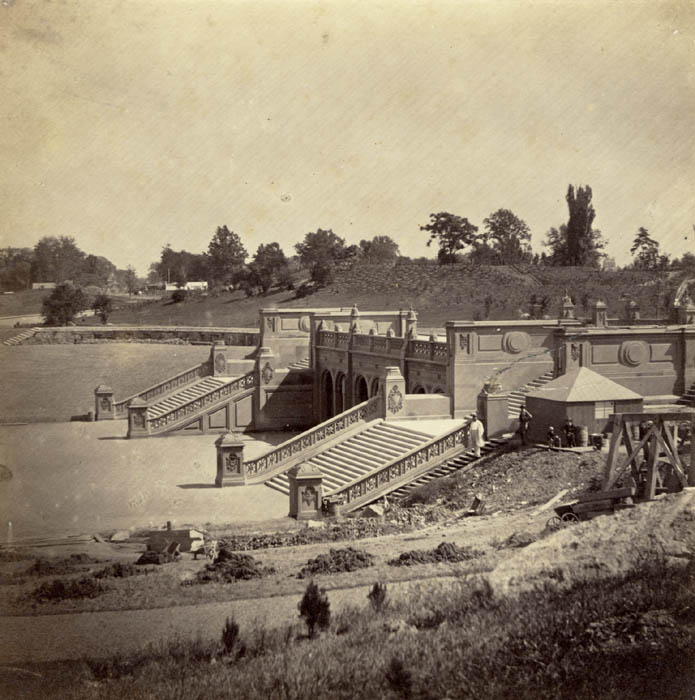
A terasz az építkezés alatt 1862-ben

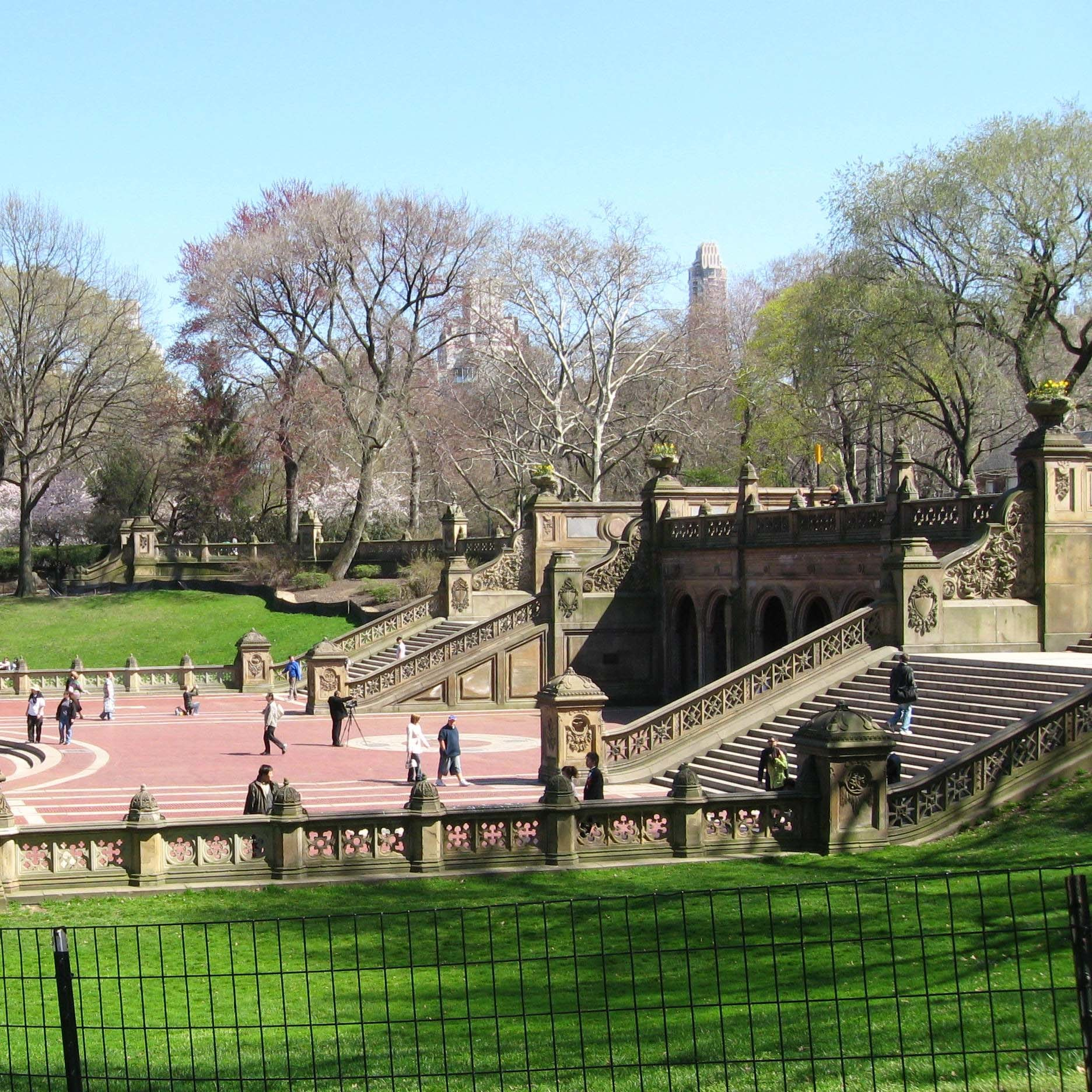
A terasz ugyanabból a nézőpontból 2008-ban

A terasz és a szökőkút kialakítása az amerikai polgárháború alatt zajlott. A Central Parkban ezidő alatt a Bethesda-teraszon kívül pusztán két főbb építmény született még meg: a Zenepavilon és a Central Park Casino, de mára már mindkettőt elbontották. A kétszintes terasz felső szintjét nagyrészt 1867-re már megépítették, ekkorra a szökőkutat díszítő figurák bronzöntéssel készültek el. A Bethesda-kút kialakítása hivatalosan csak később, 1873-ban, az angyal-szobor leleplezésével fejeződött be. 
Az 1858-as Greensward-tervben a Mall végén elterülő, a Tó naturalista tájára néző teraszt egyszerűen Vizes-terasznak (The Water Terrace) hívták, majd csak a szökőkút csúcsán álló angyal-figura leleplezése után változtatták nevét Bethesda-teraszra, utalva a jeruzsálemi Bethesda-tóra, amely a bibliában gyógyító erővel bírt, az ott időnként megjelenő angyalnak köszönhetően (János evangéliuma). 
1967 és 1974 között a teraszon étterem működött, majd hosszú éveken keresztül bezárva maradt, ekkor az elhagyatott részen csak bicikli kölcsönző volt, a ’70-es években a hair-generáció találkozóhelye, drog-kereskedelem helyszíne volt.

## Bethesda-szökőkút
A Bethesda-szökőkút a terasz alsó szintjének központi eleme, melynek vize két ellipszis alakú balusztrádot zár körül. A kéttálas szökőkutat a felső tányérja fölött álló, a vizek angyalát megjelenítő, kb. 2,6 méter magas bronzszobor díszíti. Az angyal-figura bal kezében liliomot tart, a tisztaságot szimbolizálva, jobb kezével pedig megáldja az alatta levő vizet. A szobor Emma Stebbins (1815-1882) alkotása. Stebbins volt ez első szobrásznő, aki jelentős köztéri szoborra kapott megbízást New Yorkban. 1861-ben Rómában kezdte meg a szobor formázását, mely 1868-ban készült el, és 1873-ban leplezték le. A Vizek angyala alatt, a szökőkút két tányérja között négy kerub áll, a Békét, Egészséget, Tisztaságot és Mértékletességet szimbolizálva. 
Az 1970-es években a Bethesda-kút teljesen száraz volt, majd 1980-1981-ben a Central Park felújításának első szakaszában restaurálták. Felújítása után a kút alsó tányérja vizében újból vízililiom, lótusz növények vannak.

## Galéria

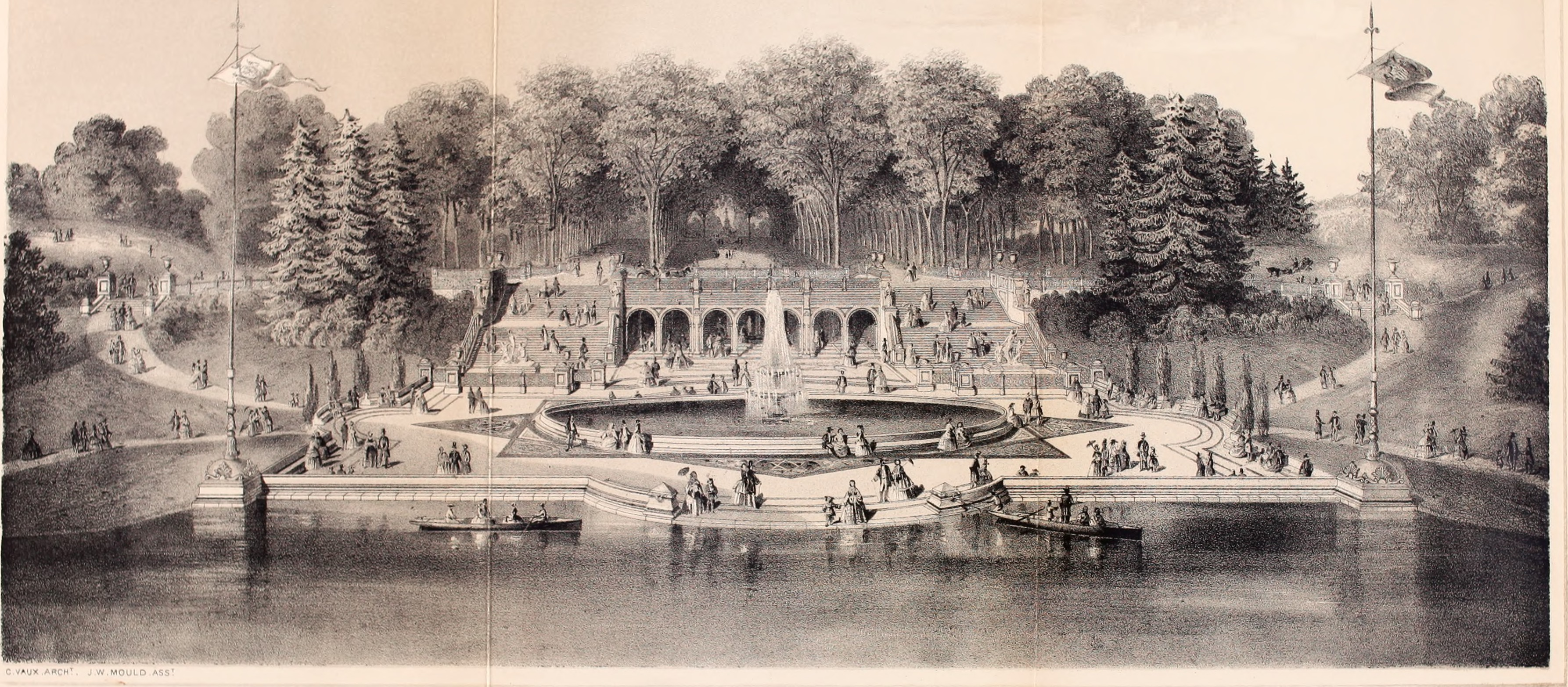
Az 1858-as kialakítás
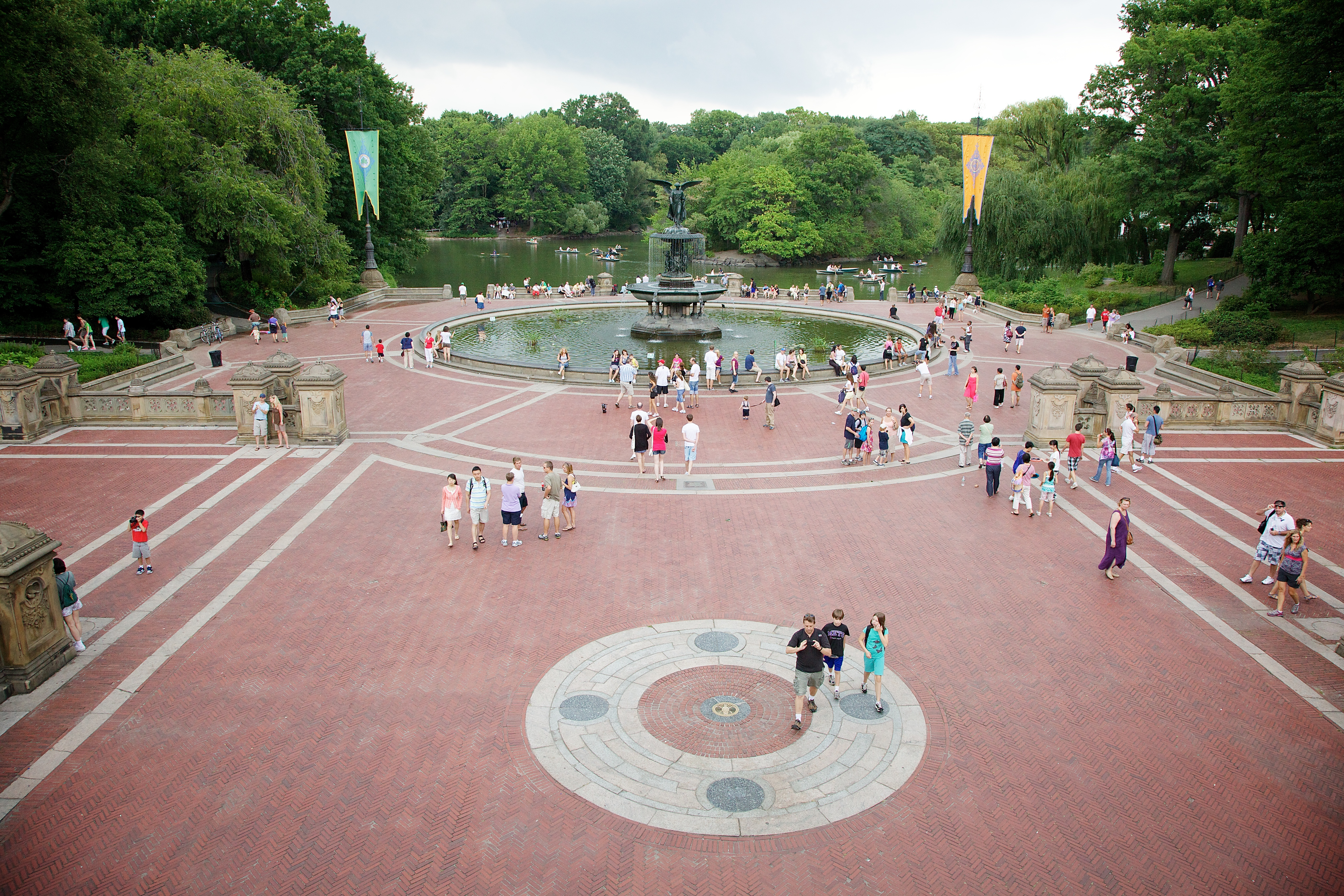
A szökőkút és mögötte a Tó a terasz felső szintjéről nézve 2010-ben
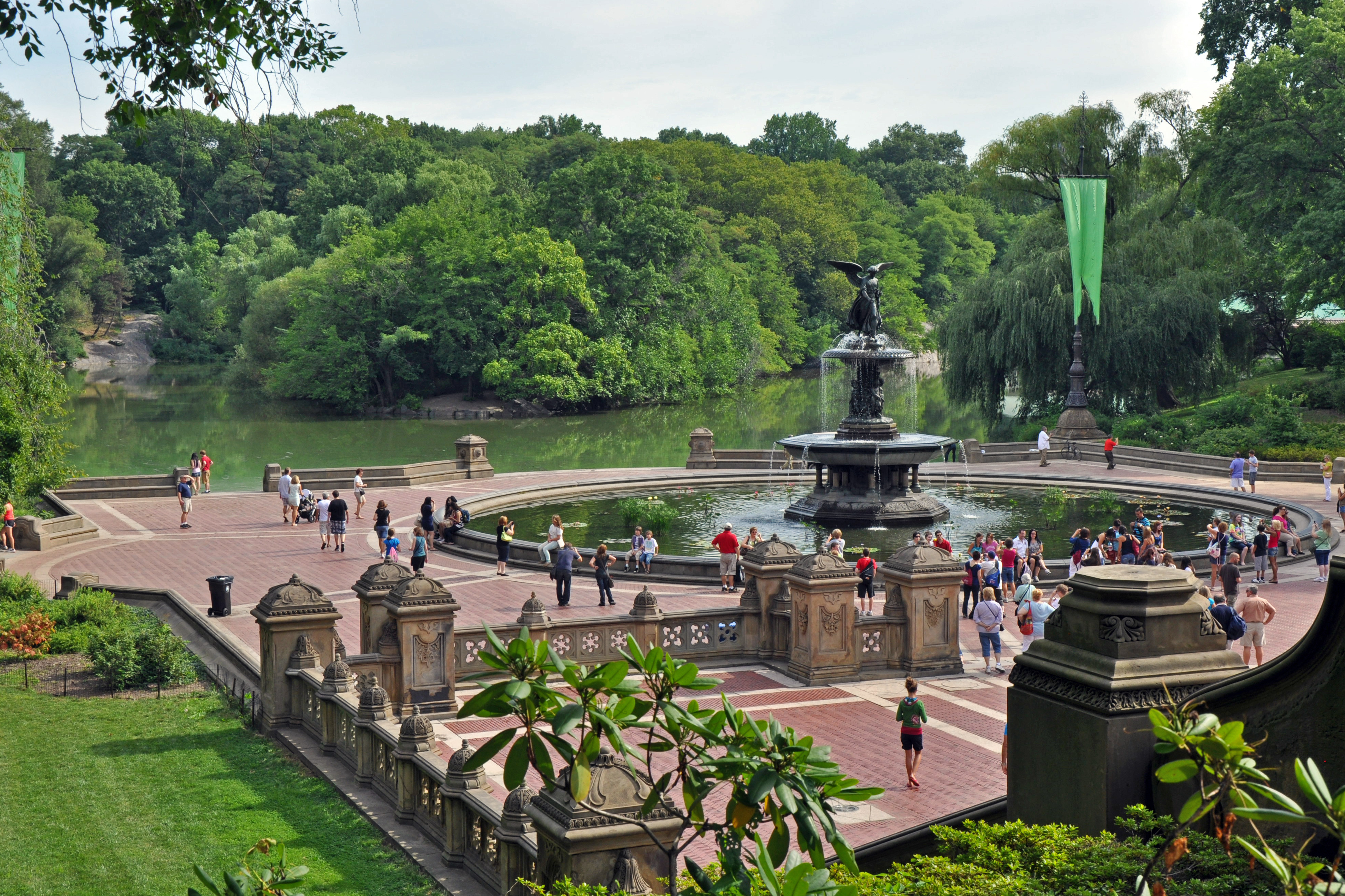
A szökőkút a teraszról nézve
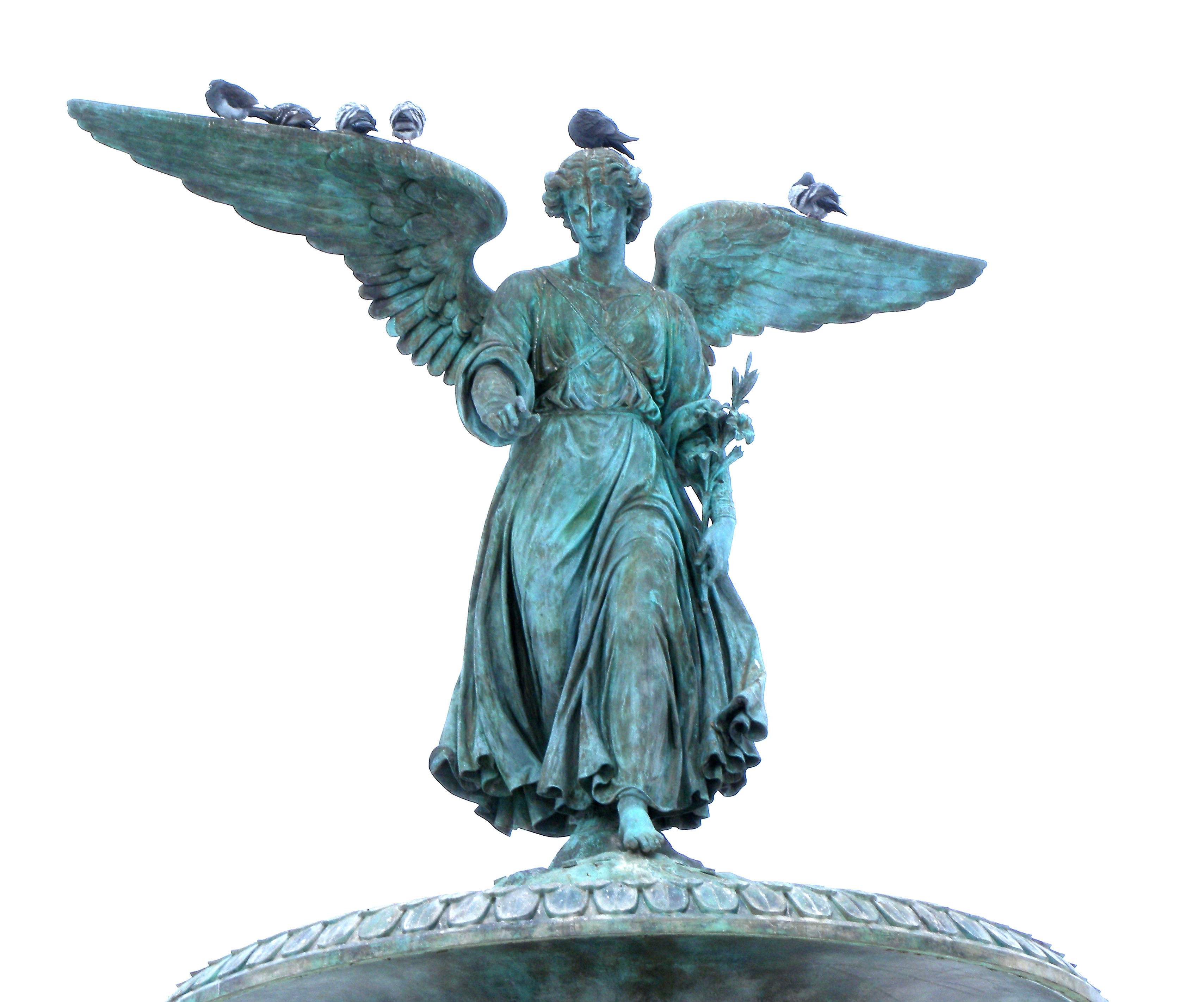
A Vizek angyala figurája a szökőkút tetején
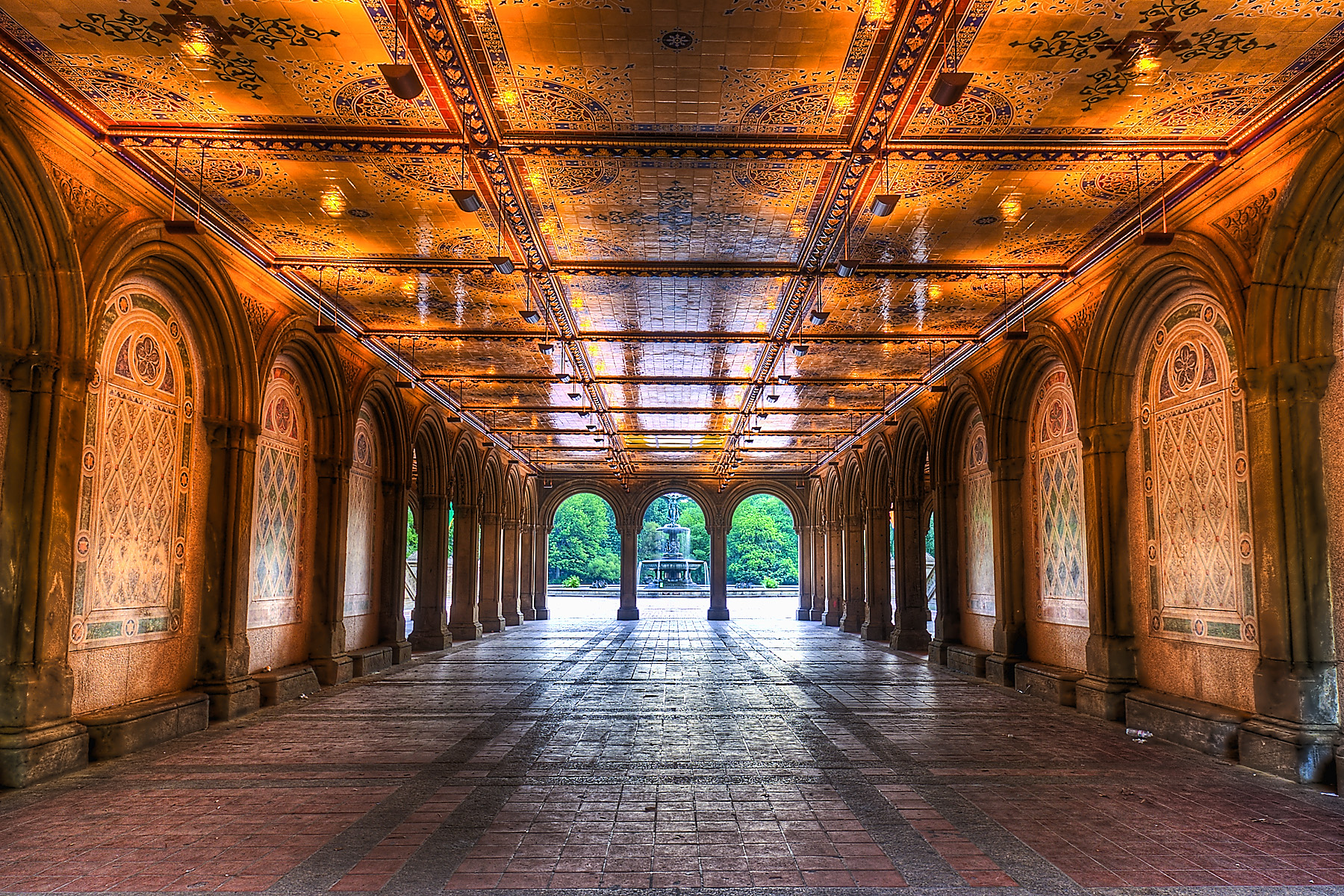
A terasz alsó átjárója

## További információ
- A Central Park hivatalos honlapja
- Bethesda szökőkút a Central Park hivatalos honlapján
- Bethesda terasz a Central Park hivatalos honlapján